# Rhinocéros noir
Diceros bicornis
Genre
Espèce
Statut de conservation UICN

CR A2abd+4abd : 
En danger critique
Répartition géographique
Statut CITES
Le Rhinocéros noir (Diceros bicornis), qui vit en Afrique, est la seule espèce du genre Diceros, l'un des quatre genres de rhinocéros.
Le rhinocéros noir d'Afrique de l'Ouest, sous-espèce Diceros bicornis longipes, est déclarée éteinte le 11 novembre 2011 par l'UICN,. Cette espèce est herbivore donc ne mange que des végétaux. Il fait partie, avec le léopard d'Afrique, l'éléphant d'Afrique, le lion d'Afrique et le buffle d'Afrique, du groupe des « big five », à savoir les 5 mammifères particulièrement convoités lors de safaris et de chasses aux trophées.

## Caractéristiques

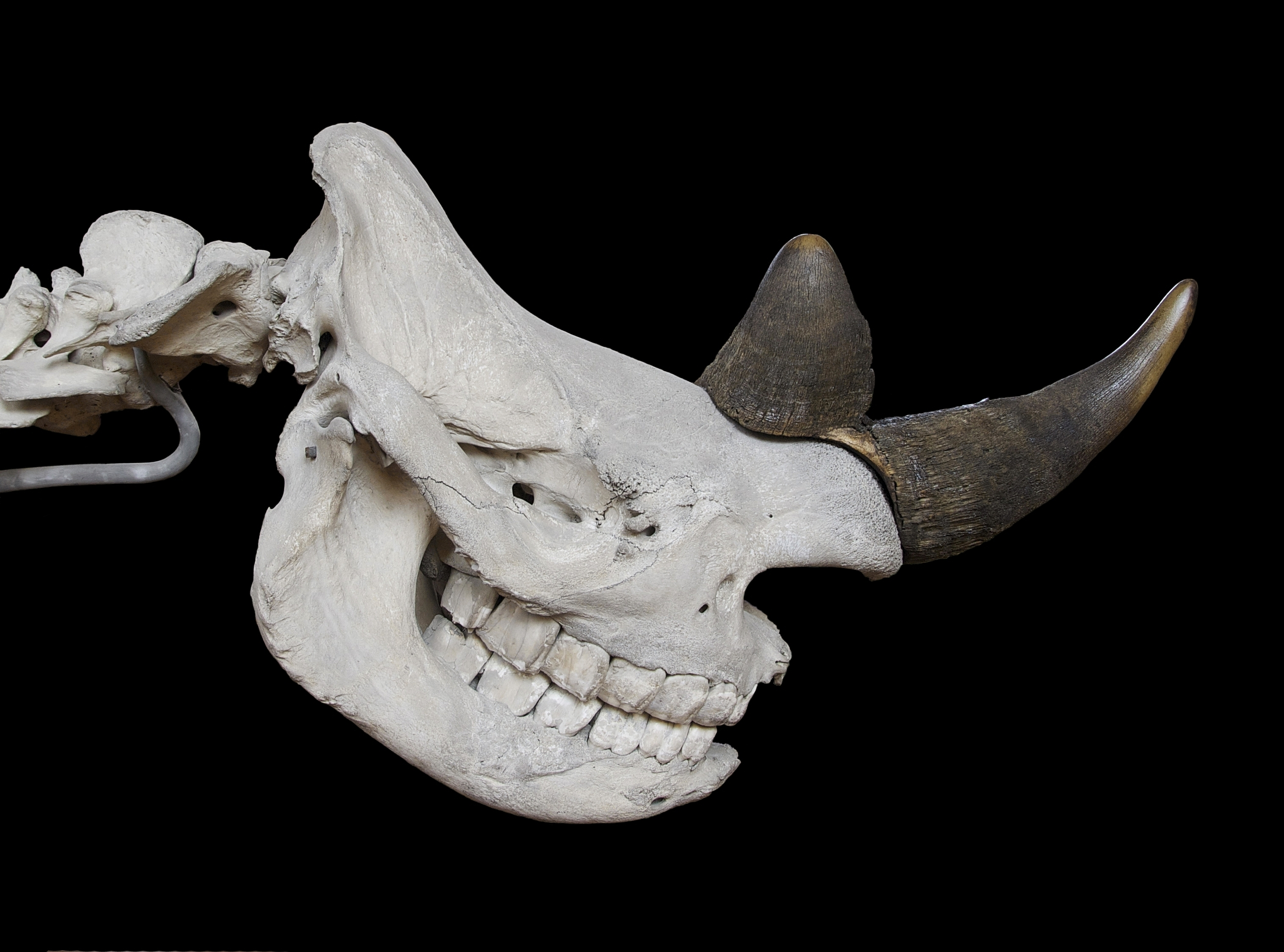
Crâne de Diceros bicornis.

Queue non comprise, le corps du rhinocéros noir peut atteindre une longueur de 3,50 m, une hauteur au garrot de 1,60 m et une masse de 800 à 1 500 kg. Le record est détenu par un mâle pesant 2 896 kg. Il est cependant le plus petit des deux espèces de rhinocéros africains. Il possède deux cornes, celle de devant étant un peu plus longue (50 cm, et dans des cas exceptionnels plus de 1 m). Il peut dépasser une vitesse de 50 km/h à la course. Il se distingue du rhinocéros blanc (Ceratotherium simum), l'espèce la plus proche, par un crâne relativement trapu, deux cornes profondément enfoncées et une lèvre supérieure digitiforme (en forme de doigt).
Le nom de « rhinocéros noir » est un emprunt de l'anglais « black rhinoceros » pour faire pendant à « white rhinoceros », mais les deux espèces sont en réalité gris foncé et ne se distinguent pas sur le plan des couleurs. De fait, ces appellations trompeuses proviennent d'une faute de traduction de l’afrikaans où wijde signifie large, mais a été confondu avec white, c'est-à-dire blanc. Les formes allemandes « à gueule large » et « à gueule pointue » sont au contraire les traductions correctes de l'afrikaans. Ces noms se rapportent à la lèvre supérieure : celle du rhinocéros noir est adaptée pour saisir le feuillage en l'arrachant tandis que celle du rhinocéros blanc est plate et convient mieux pour brouter de l'herbe.
Les rhinocéros noirs ont un odorat excellent et une bonne ouïe. Les yeux n'ont au contraire que peu d'importance dans la perception de son environnement : à une distance de 20 mètres un rhinocéros peut à peine reconnaître une forme.

## Distribution
Jadis, le rhinocéros noir vivait dans toutes les savanes africaines. Il était même beaucoup plus répandu que le rhinocéros blanc.
Le rhinocéros noir a été réintroduit en Afrique du Sud, au Malawi, au Swaziland et au Rwanda après que les populations locales y eurent été exterminées.
Tandis que le rhinocéros blanc habite la savane herbeuse ouverte, le rhinocéros noir préfère la savane d'arbustes épineux ou les lisières forestières. La présence de points d'eau disponibles à proximité leur est nécessaire à tous deux.

### Sous-espèces

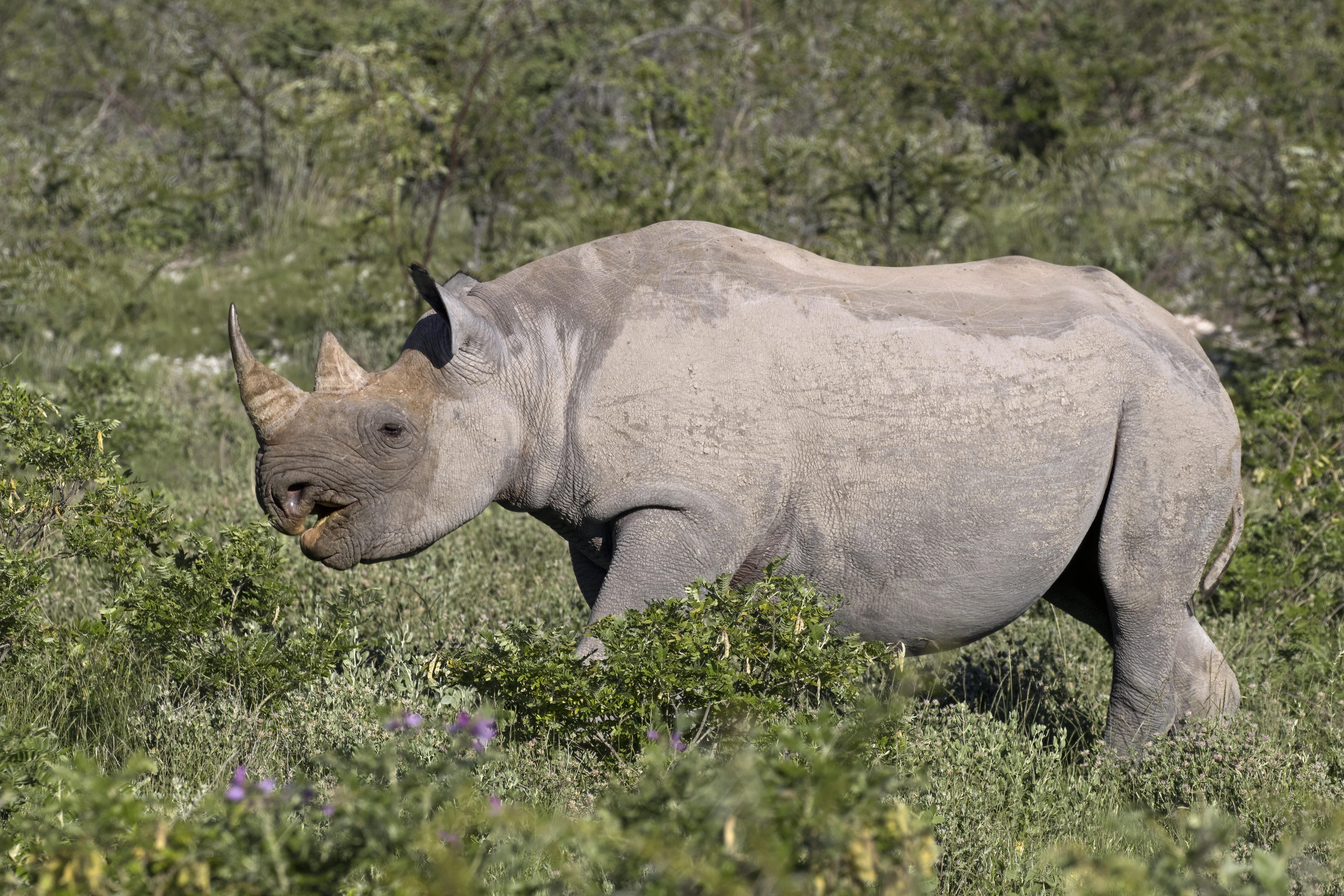
Une rhinocéros noir femelle diceros bicornis occidentalis dans le parc national d'Etosha. Mars 2018.

Jusqu'en 2006, coexistaient encore quatre sous-espèces :
- Diceros bicornis minor : c'est la sous-espèce la mieux représentée. Elle habite à l'origine de la Tanzanie centrale au nord et à l'est de l'Afrique du Sud, en passant par la Zambie, le Zimbabwe et le Mozambique. Subsistaient, en 2005, environ 1 770 individus en liberté, plus 75 dans des zoos[4]. En danger critique d'extinction.
- Diceros bicornis bicornis : c'est une sous-espèce davantage adaptée aux savanes arides et semi-arides de la Namibie, de l'Angola méridional, du Botswana occidental et de l'Afrique du Sud occidentale. En 2005, il en restait environ 1 310 en liberté, mais aucun dans des zoos[4]. Vulnérable.
- Diceros bicornis michaeli : la distribution historique va du Soudan du Sud au centre de la Tanzanie, en passant par l'Éthiopie, la Somalie et le Kenya. Il n'en restait, en 2005, plus que 520 vivant en liberté, plus 175 dans des zoos[4]. En danger critique d'extinction.
- Diceros bicornis longipes : cette sous-espèce, originaire des savanes au sud-est du Sahel n'était plus représentée que par une poignée d'individus, moins d'une dizaine, localisés dans le nord du Cameroun[4]. Elle a été déclarée éteinte en septembre 2006, après l'expédition infructueuse d'un couple de conservateurs français, Isabelle et Jean-François Lagrot, qui ne sont pas parvenus à en retrouver la moindre trace. En novembre 2011, la sous-espèce est annoncée éteinte selon l'IUCN[5],[6].
- Rhinocéros noir du Sud ouest (page traduite de l’anglais) : Le rhinocéros noir du sud-ouest (Diceros bicornis occidentalis) est une sous-espèce vivant dans le nord de la Namibie, le sud de l'Angola et introduite en Afrique du Sud. Menacée par le braconnage, sa population est en hausse, atteignant 1 920 individus en 2010. Cette sous-espèce est adaptée aux habitats arides et se distingue par une tête relativement large et des caractéristiques dentaires spécifiques. Bien que l'UICN ait longtemps rejeté cette sous-espèce, elle a été rétablie comme valide en 2011. Son fief principal est en Namibie, et les populations en Angola sont très réduites.

## Mode de vie

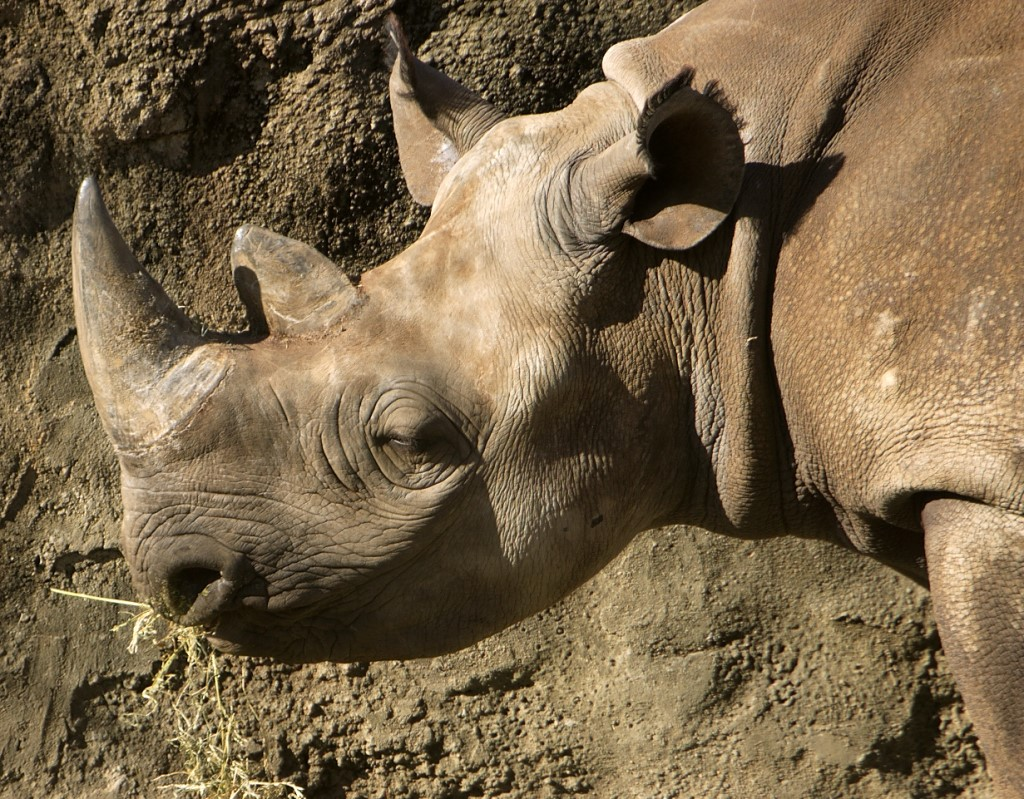
Rhinocéros noir en train de brouter.

Comme tous les rhinocéros, le rhinocéros noir est un solitaire. Il est actif principalement au crépuscule et pendant la nuit ; durant la journée, il dort à l'ombre ou prend des bains de boue.
Sa nourriture est constituée de branchages, surtout des acacias qu'il saisit grâce à sa lèvre supérieure en forme de doigt, dirige entre ses mâchoires et broie avec ses molaires. Le rhinocéros noir ne broute jamais l'herbe : si d'aventures on croit le voir en train de paître, c'est qu'en réalité il arrache du sol des plantes ligneuses. Il est d'ailleurs capable d'absorber même des branches très épineuses.
Mâles et femelles ne se rapprochent que quelques jours pendant le rut. Si l'on voit ensemble plusieurs rhinocéros, il s'agit le plus souvent d'une femelle avec ses petits. Les jeunes femelles sont encore acceptées à proximité même si le nouveau petit est déjà né.
Le rhinocéros noir marque son domaine grâce à son urine et à ses déjections. Ce territoire peut cependant en chevaucher d'autres : le rhinocéros noir ne se montre généralement pas agressif envers ses congénères qui habitent les domaines voisins, il arrive même de temps en temps que deux mâles soient aperçus en train de se nourrir côte à côte. Évidemment, le comportement change si deux mâles font la cour à une même femelle : ils peuvent alors en venir à des batailles dont l'issue est parfois mortelle.
L'accouplement des rhinocéros noirs peut durer plus d'une heure.

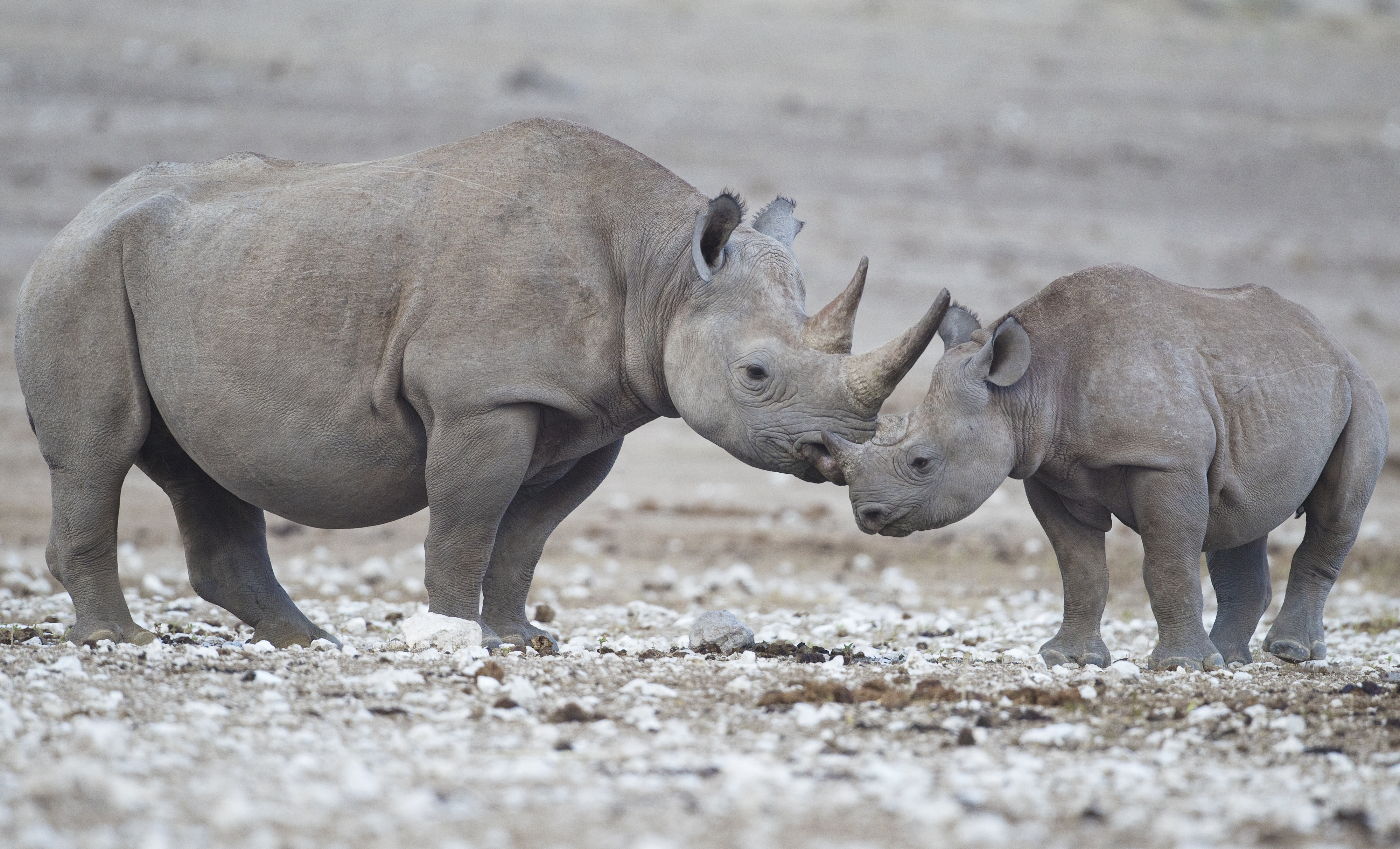
Rhinocéros noir femelle et son petit dans le parc national d'Etosha en Namibie.

L'unique petit vient au monde après une gestation de 450 jours et a, à sa naissance, un poids d'environ 25 kg, exceptionnellement 40 kg. Le nouveau-né présente à l'emplacement où poussera la corne principale un épaississement d'environ un centimètre de haut, et une tache ronde un peu plus claire à l'emplacement de la seconde. La mère allaite son petit pendant environ deux ans et le défend contre tout danger. Pendant presque tout ce temps, elle n'est pas en mesure de concevoir un nouveau petit.
Les jeunes atteignent leur maturité sexuelle à cinq ans pour les femelles, huit ans pour les mâles, et quittent alors, au plus tard, leur mère. Leur longévité peut aller jusqu'à quarante-cinq ans.
Le rhinocéros noir n'a pas d'ennemis naturels. Seuls des lions essaient de temps en temps de s'emparer d'un petit, si la femelle n'y prend pas garde. Des cas ont aussi été observés où les rhinocéros en train de boire étaient attaqués par des hippopotames ou des crocodiles ; mais ce n'est pas la règle.
Fréquemment, le rhinocéros noir attrape des parasites : tiques, mouches du cheval et filaires font partie des plus fréquents. En particulier, les blessures reçues lors des batailles en période de rut constituent pour les mouches un lieu de ponte idéal. Pour se débarrasser de quelques-uns de ces gêneurs, le rhinocéros noir se vautre dans la boue ou prend des bains de poussière ; il tolère aussi la société des pique-bœufs et des hérons garde-bœufs, qui se posent sur son dos et y picorent les parasites.

## Les hommes et les rhinocéros noirs
Le danger présenté par les rhinocéros a été fort exagéré. Un homme qui s'approche est repéré par l'odorat. Dans un tel cas, le rhinocéros prend le plus souvent la fuite. C'est seulement si le vent est défavorable et que le rhinocéros est surpris qu'il attaque. On considère généralement son comportement comme imprévisible, si bien que des animaux apparemment paisibles peuvent en venir à des attaques soudaines. Si la personne s'enfuit, le rhinocéros peut ne pas insister. Mais si l'envie lui vient de riposter, il est capable de projeter un homme en l'air avec sa corne, ce qui cause des blessures très graves.

### La chasse
La chasse moderne a fait du rhinocéros noir, au cours des trois dernières décennies du XXe siècle, une espèce très rare. Le braconnage est devenu une activité à hauts risques en Afrique du fait des lourdes peines encourues, mais perdure, parce qu'il continue à alimenter un commerce profitable. La corne du rhinocéros, en effet, est extrêmement convoitée par des acheteurs d'Extrême-Orient ou yéménites, disposés à la payer des sommes considérables pour deux raisons principales :
- La médecine chinoise traditionnelle (TCM) lui prête, une fois réduite en poudre, des vertus médicinales, notamment pour accroître la puissance sexuelle ou faire baisser la fièvre ; en vérité, la matière qui constitue la corne n'est que de la kératine, comme nos cheveux, et des analyses en laboratoire n'ont révélé aucune substance particulière aux vertus curatives[7].
- Au Yémen, un poignard à manche en corne de rhinocéros noir est un symbole traditionnel de virilité que tout membre de l'élite sociale se doit de posséder, même s'il doit l'importer en toute illégalité.

Pour dissuader le braconnage, des garde-chasses en sont même venus dans certaines régions à endormir les rhinocéros pour leur couper les cornes, pratique indolore puisque les cornes, comme les ongles, ne se composent pas de cellules vivantes. Mais cette méthode n'a pas eu le succès escompté : les braconniers n'hésitaient pas à abattre un animal privé de cornes pour ne pas perdre de temps à suivre à nouveau sa trace. C'est ainsi qu'on a été amené à faire garder certains rhinocéros noirs vingt-quatre heures sur vingt-quatre par des garde-chasses armés.

### Évolutions démographiques

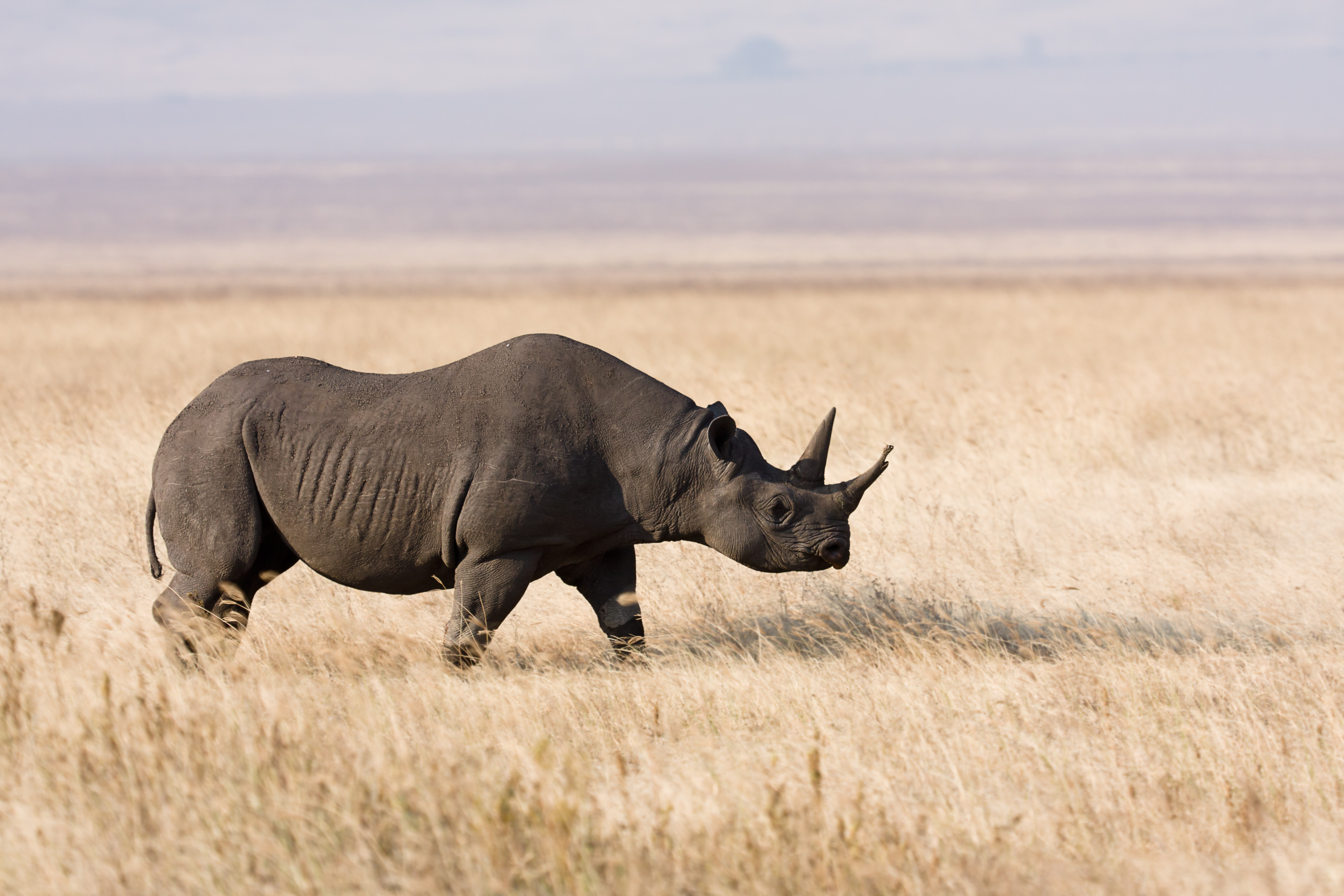
Rhinocéros noir dans l'aire de conservation du Ngorongoro, Tanzanie.

L'UICN a d'abord classé le rhinocéros noir parmi les espèces en danger, puis comme espèce menacée et, finalement, comme espèce extrêmement menacée. En 1970 on pense qu'il y avait encore 65 000 à 70 000 rhinocéros noirs, en 1980 il n'en restait plus que 15 000, en 1990 environ 3 000, et, finalement, en 1995, le nombre est tombé à seulement 2 500, pour remonter en 2004 à 3 600. Ils seraient 1 238 en Namibie, 437 au Kenya, mais rares en Tanzanie.
Malgré cette remontée relative, le rhinocéros noir a totalement disparu de beaucoup de pays. Ainsi, en République centrafricaine, il y avait encore en 1980 une belle réserve de 3 000 individus qui ont été exterminés en seulement quelques années.
D'après le compte-rendu fait par le WWF de la 13th MEETING OF THE CONFERENCE OF THE PARTIES TO CITES, tenue à Bangkok du 2 au 14 octobre 2004, le rhinocéros noir subsisterait dans les pays suivants : Cameroun, Kenya, Malawi, Éthiopie, Namibie, Afrique du Sud, Rwanda, Swaziland, Tanzanie, Zimbabwe, Zambie (réintroduit) et Botswana (réintroduit) ; les quatre pays conservant une population relativement importante sont l'Afrique du Sud (en premier lieu), la Namibie, le Zimbabwe et le Kenya. En revanche, le rhinocéros noir aurait définitivement disparu des pays suivants : République Centrafricaine, Angola, Tchad, République Démocratique du Congo, Mozambique, Nigeria, Soudan et Ouganda.
En 2001 il restait sur l'ensemble de l'Afrique une population de 3 100 rhinocéros noirs (notamment dans les parcs des Éléphants d'Addo, de Kruger, d'Etosha, de Hwange, de Mana Pools, du Serengeti et du Sud Luangwa.) La réintroduction dans les parcs nationaux sud-africains a amélioré la situation générale, car à côté de la Namibie, l'Afrique du Sud est l'unique pays où des mesures de protection sont appliquées efficacement, et où le nombre de rhinocéros noirs s'accroît. Grâce à la lutte contre les menaces qui pèsent sur le rhinocéros noir, sa population est en augmentation, on estime qu'il y en aurait entre 5000 et 5500 en 2018. Ces chiffres sont à comparer avec 1970 ou on estimait la présence de 65000 rhinocéros noirs en Afrique.
Le rhinocéros noir, victime du braconnage, aurait maintenant disparu d'Afrique occidentale. Des spécialistes, qui ont effectué de nombreuses missions de repérage, n'ont trouvé aucun signe de passage de rhinocéros noirs, mais ont par contre trouvé beaucoup de restes de l'animal abattu pour sa corne. Une étude de 2006 qui n'a pas pu en trouver de représentant vivant au Nord Cameroun, a avancé l'hypothèse que la sous-espèce du rhinocéros noir d'Afrique de l'Ouest était éteinte. En novembre 2011, cette sous-espèce a été déclaré officiellement éteinte par l'UICN.

### Élevages en captivité

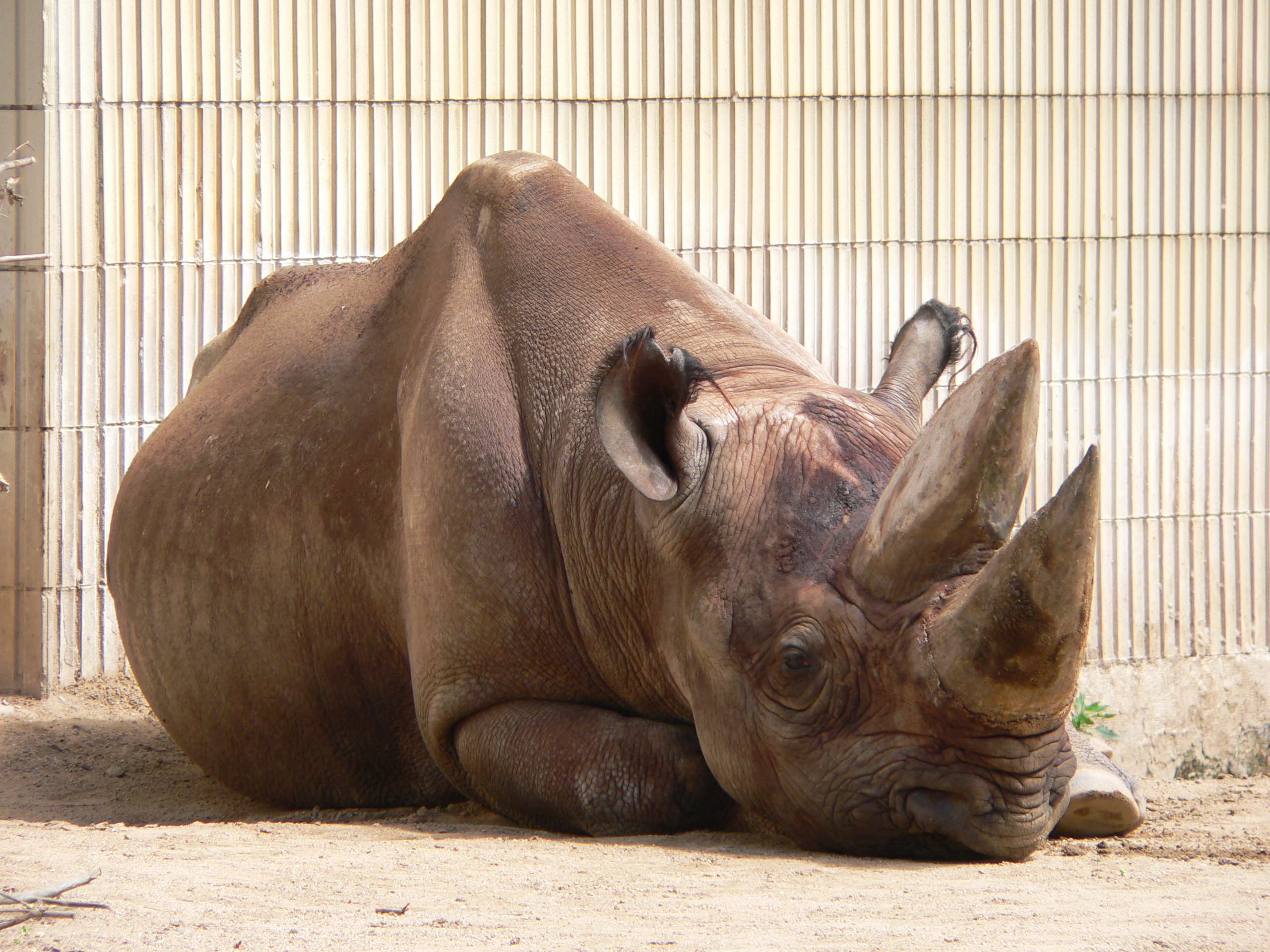
Rhinocéros noir dans le zoo de Francfort-sur-le-Main.

À côté des animaux vivant en liberté il y a les rhinocéros noirs qui se trouvent dans les plus grands zoos du monde. La plupart de ces animaux viennent de captures de jeunes, telles qu'on les pratiquait en Afrique jusqu'aux années 1970. Pour ces captures, il était fréquent de tuer d'un coup de feu la mère pour l'empêcher de protéger son petit.
Un élevage de rhinocéros noirs couronné de succès existe depuis 1941 au zoo de Chicago ; en 1956 le premier jeune « européen » est né à Francfort-sur-le-Main. Le jardin zoologique de Berlin est connu dans le monde entier pour son élevage et ses naissances régulières.
Cependant, il reste quand même beaucoup moins souvent élevé en captivité que le rhinocéros blanc, d'autant qu'il est plus agressif que son cousin.